# Julián Quirós
Julián Quirós Monago (Guareña, Badajoz, 1969) es un periodista español. Director del diario ABC (2020).

## Biografía
Julián nació en la localidad pacense de Guareña (1969). Tras licenciarse en Ciencias de la Información en la Universidad Complutense de Madrid, completó su formación académica con un postgardo en Periodismo Económico en la Universidad Antonio de Nebrija.
Comenzó su carrera profesional, cuando tenía veinte años, en revistas especializadas en información empresarial. Posteriormente trabajó en la sección de Regiones del diario ABC.De allí llegó al diario Sur (Málaga, 1994), donde fue redactor de economía y subdirector; posteriormente ha sido: director del diario Hoy (Badajoz, septiembre de 2007-junio de 2009), director de diario Las Provincias (Valencia, 2009-2020), y director del diario ABC (Madrid, 2020). En el diario madrileño, se enfrentó al reto de poner en marcha un modelo de pago para la edición digital, en medio de la pandemia del COVID19.
Está casado con Emma Gil Huerta y tiene tres hijos.
Es tertuliano en los programas Herrera en Cope y La linterna, de la Cadena COPE; y en "Es la mañana de Federico" en Esradio.

## Publicaciones
- Antes de que Google nos alcance, Reino de Cordelia S.L., Madrid, 2024, 104 pp. ISBN: 9788412881820.[8]
- Pérdidas y ganancias: Recuento de los años huidos, Ars Poetica, Oviedo, 2021, 118 pp. ISBN: 9788418536267.[9]

## Premios
Ha recibido los siguientes premios:
- II Premio periodístistico José Javier Uranga, otorgado por la Fundación Diario de Navarra (2025), por la coherencia y la trayectoria profesional del galardonado.[11]
- Premio Einsenhower Fellowships First Amendment (2021) por la defensa de la libertad de expresión.
- Premio a la Trayectoria Profesional de la Comunidad Valenciana.
- Medalla de Honor de la Asociación de la Prensa de Málaga.